# Peryton

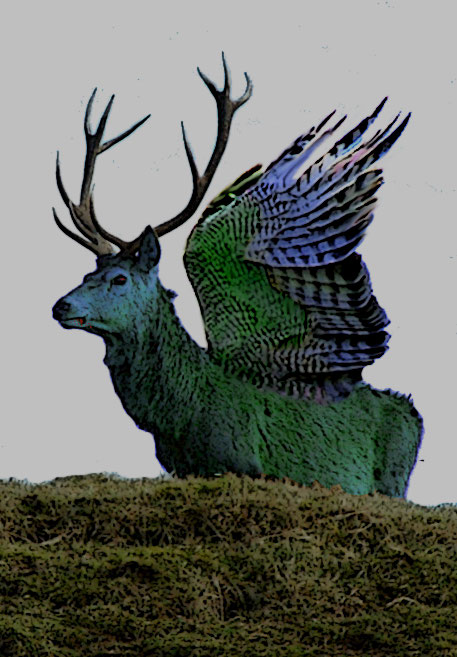

De peryton is een fabeldier met het gewei en de poten van een hert, maar het lijf en de vleugels van een vogel. Ze zouden in Atlantis hebben geleefd totdat het onder water verdween. Deze dieren waren de enigen van Atlantis die ontkwamen; ze vlogen de lucht in en werden later in grote zwermen boven de Zuilen van Hercules gezien. Een Sibille voorspelde dat perytons de val van Rome zouden inluiden. Ze zouden het rijk geprobeerd hebben te ontwrichten.
De peryton heeft een mensenschaduw, totdat het zijn eerste (en enige) mens doodt, waarna hij zijn eigen schaduw krijgt. Meer mensen kan het monster niet doden. De peryton zou verwant zijn aan de stymphalide.

## De peryton in verhalen
Hannibal en zijn troepen stonden voor de muren van Rome en wachtten op versterking voor hun laatste aanval. Een jonge Romeinse generaal, Scipio, had toestemming gekregen van de keizer om met zijn troepen naar Afrika over te steken. Ze waren nog maar kort op zee toen honderden perytons zich op de vloot stortten en vele slachtoffers vielen, totdat Scipio zijn mannen beval om hun schild naar de zon te heffen en zo de beesten te verblinden.

## Geïnspireerd op Peryton
- Theo Verbey schreef een muziekstuk over de Peryton, met een gelijke naam.